# John Rutter
John Rutter (Londen, 24 september 1945) is een Engels componist, organist en koordirigent. Hij schrijft hoofdzakelijk composities voor koren.

## Leven
Hij ging in Londen samen met de componist John Tavener naar de Highgate School. Nadien ging hij muziek studeren aan Clare College, Cambridge. Aldaar dirigeerde hij van 1975 tot 1979 het collegekoor en was in die functie ook organist. In 1981 richtte hij de Cambridge Singers op, dat hij spoedig tot een van Engelands beste kamerkoren maakte. Rutter is verder bekend door zijn medewerking aan muziekuitgaven zoals Carols for Choirs (in samenwerking met David Willcocks) en Oxford Choral Classics. Ook richtte hij een eigen platenlabel op, Collegium Records.

## Stijl
Hoewel hij niet bijzonder religieus is, schrijft Rutter voornamelijk kerkmuziek, maar hij heeft ook muziek bij vertellingen gecomponeerd (muzikale fabels). Hij heeft zowel meer klassieke werken geschreven, zoals een Gloria, een Magnificat en een Requiem als werken voor de Anglicaanse liturgie, waaronder vooral anthems en een aantal carols. Zijn stijl is eclectisch: hij gebruikt invloeden uit de Engelse, Franse en Duitse koortradities, met enige sporen van popmuziek en jazz. Dit laatste blijkt vooral uit zijn gebruik van syncopische ritmes. Het heeft hem de kritiek opgeleverd dat zijn composities te simplistisch en te traditioneel zouden zijn. Rutter heeft inderdaad bijvoorbeeld Engelse traditionals als The keel row en The willow tree gearrangeerd, maar hij voerde ook als een van de eerste dirigenten de oorspronkelijke versie voor kleine bezetting uit van Gabriel Fauré's Requiem.

## Werken (selectie)
Koor en orkest
- Gloria
- Magnificat
- Requiem
- Mass of the Children

Carols
- Angels' Carol
- Candlelight Carol
- Christmas Lullaby
- Donkey Carol
- Jesus Child
- Dancing Day
- Nativity Carol
- Shepherd's Pipe Carol
- Star Carol
- What sweeter music
- Wild Wood Carol

Anthems
- God be in my head
- Open thou mine eyes
- All things bright and beautiful
- For the beauty of the earth
- A Gaelic blessing
- A Clare Benediction
- A prayer of Saint Patrick
- Hymn to the Creator of Light

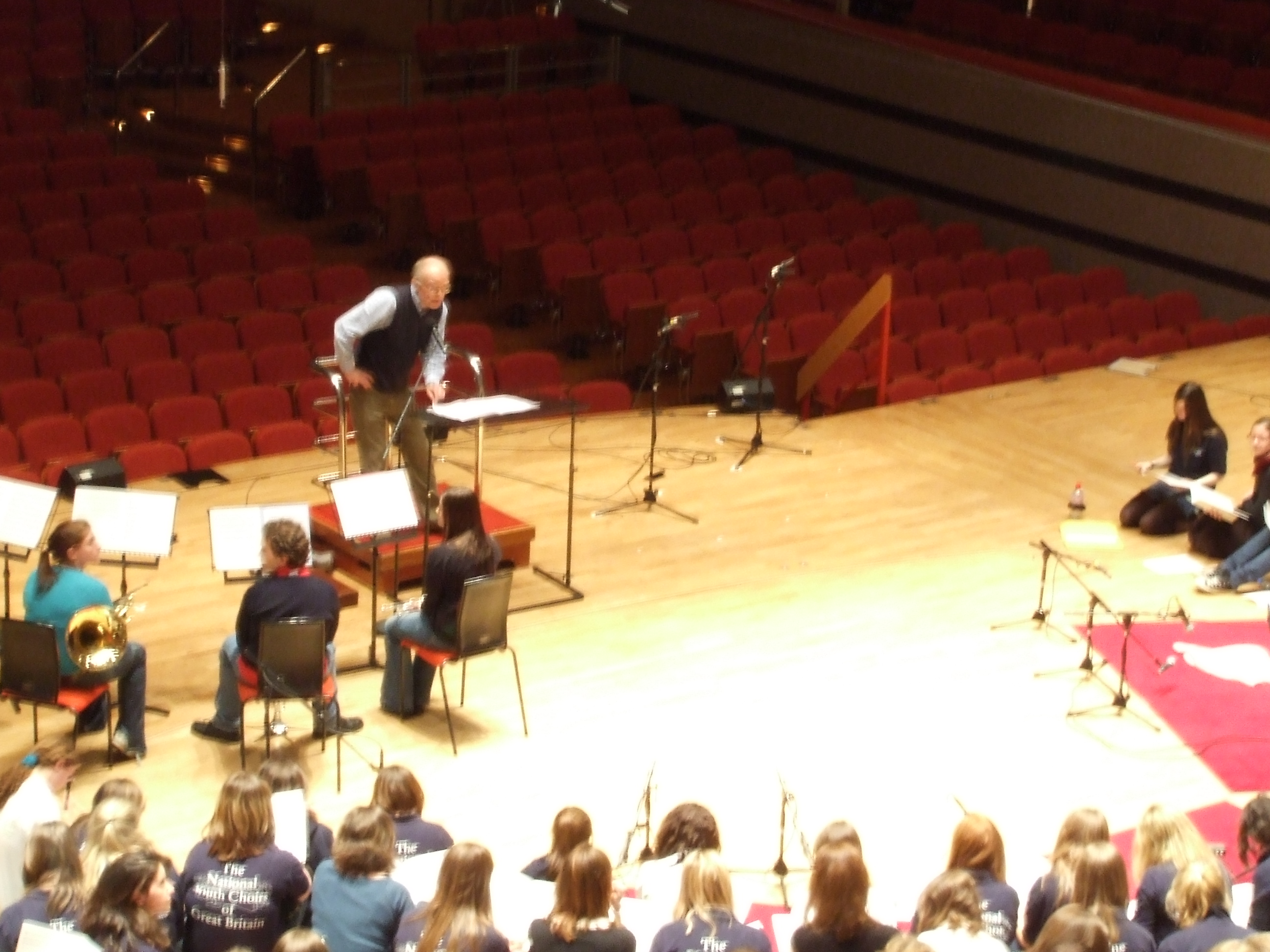
John Rutter dirigeert tijdens een repetitie

- Lord make me an instrument of thy peace
- O be joyful in the Lord
- Praise ye the Lord
- The Lord is my shepherd
- The Lord bless you and keep you
- A choral Amen
- This is the day

Andere koorwerken
- Five Childhood Lyrics, voor koor a capella
- Three musical fables
- When icicles hang
- Fancies

Orkestwerken
- Suite antique
- Suite for strings

1. ↑  John Rutter interviewed by Alan Macfarlane 28th January 2009. www.alanmacfarlane.com. Geraadpleegd op 26 november 2024.

- Biblioteca Nacional de España: XX1097223
- Bibliothèque nationale de France: cb13983100s (data)
- CiNii: DA02665387
- Gemeinsame Normdatei: 119406551
- International Standard Name Identifier: 0000 0000 8170 0869
- Library of Congress Control Number: n81047579
- Nationale Bibliotheek van Letland: 000064886
- MusicBrainz: c6985804-1f68-436f-b46b-e3e72529568f
- Bibliotheek van het Japanse parlement: 01062643
- Nationale Bibliotheek van Tsjechië: pna2005311872
- Nationale Bibliotheek van Israël: 987007316919105171
- Nederlandse Thesaurus van Auteursnamen: 072033991
- LIBRIS: 88577
- SNAC: w6q84kn5
- Système universitaire de documentation: 080602150
- Virtual International Authority File: 100914136
- WorldCat: E39PBJy4dpp8MMvF86tM6CqCwC